# Spronser Seen
Die Spronser Seen (italienisch Laghi di Sopranes) sind eine Gruppe hochalpiner Bergseen in der Texelgruppe in Südtirol. Die zehn Gewässer befinden sich am oberen Ende des Spronser Tals im südöstlichen Teil der Gebirgsgruppe, einer Untergruppe der Ötztaler Alpen. Sie wurden von Gletschern auf verhältnismäßig begrenztem Raum in Höhenlagen zwischen 2117 und 2589 m erodiert bzw. im Gestein der alten Gneise, der Granitgneise und des Glimmerschiefers zurückgelassen. Das größte Gewässer ist der Langsee (2384 m), der von Saiblingen belebt ist und in dem der Eigentümer von Schloss Auer in Dorf Tirol Fischereirechte besitzt. Einen besonders guten Überblick über das Gebiet, das im Naturpark Texelgruppe unter Schutz gestellt ist, erhält man vom Gipfel der Spronser Rötelspitze (2625 m). Alle zehn Gewässer sind zusätzlich als Naturdenkmäler ausgewiesen.

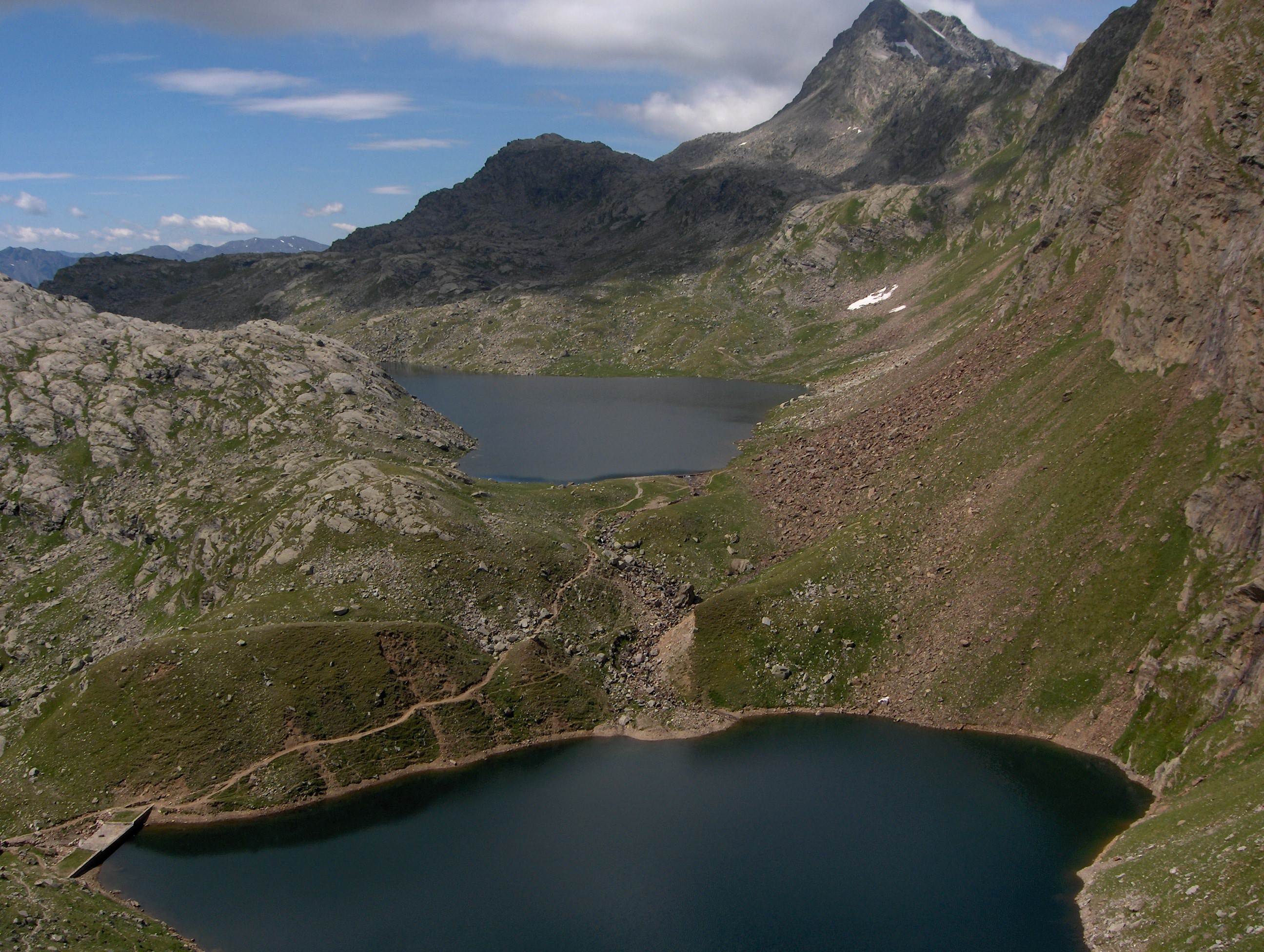
Grünsee und Langsee
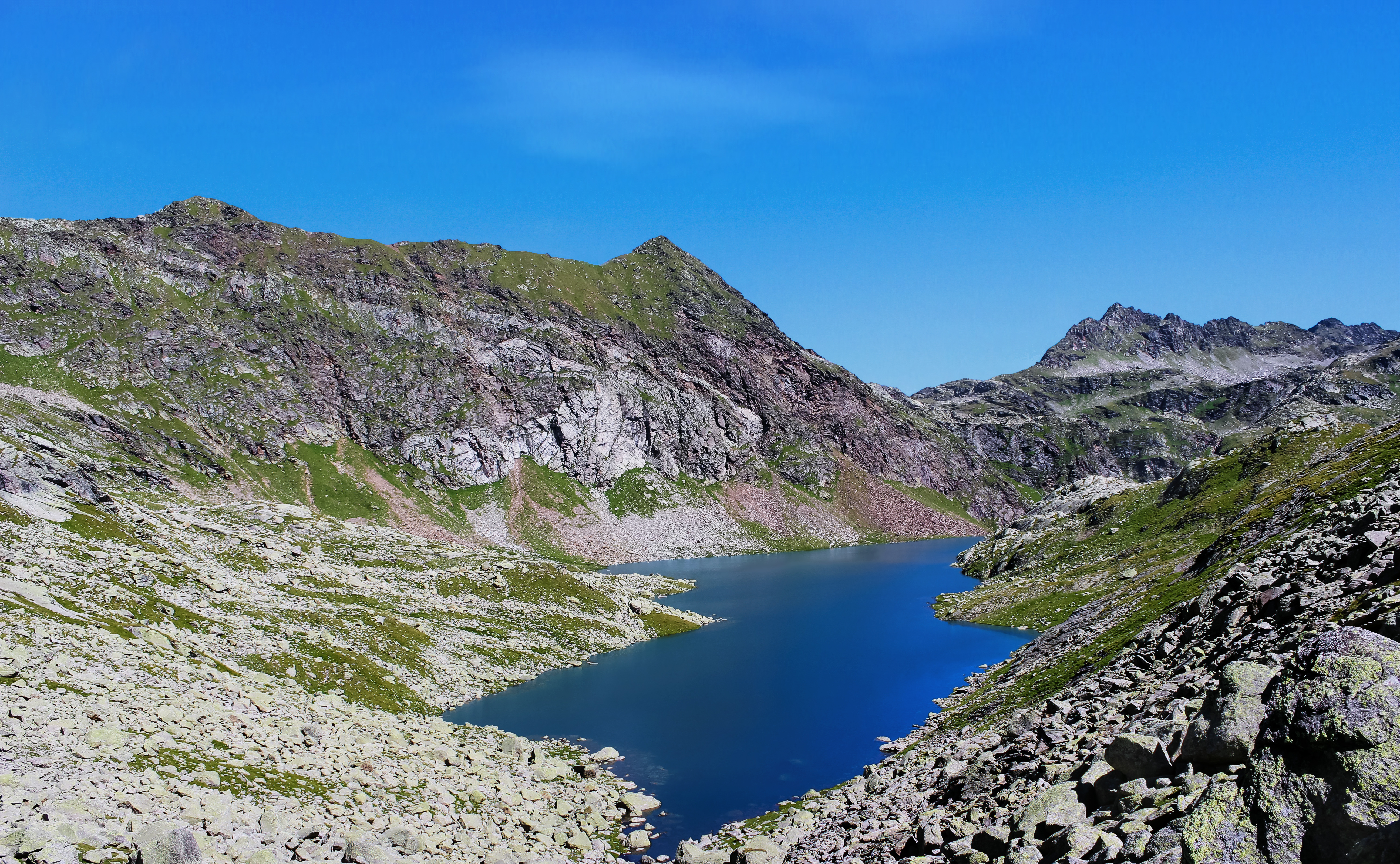
Langsee
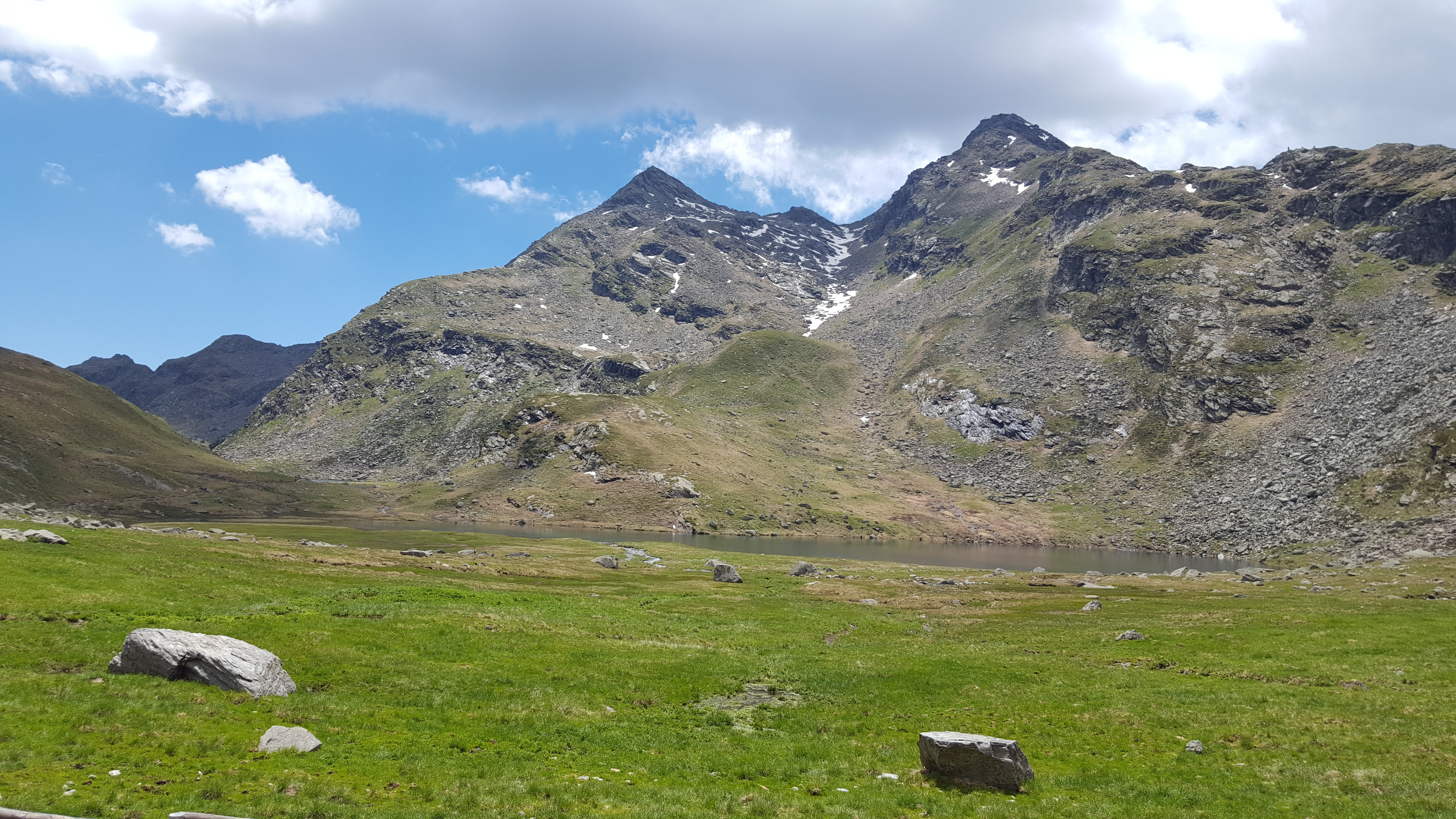
Kaserlacke
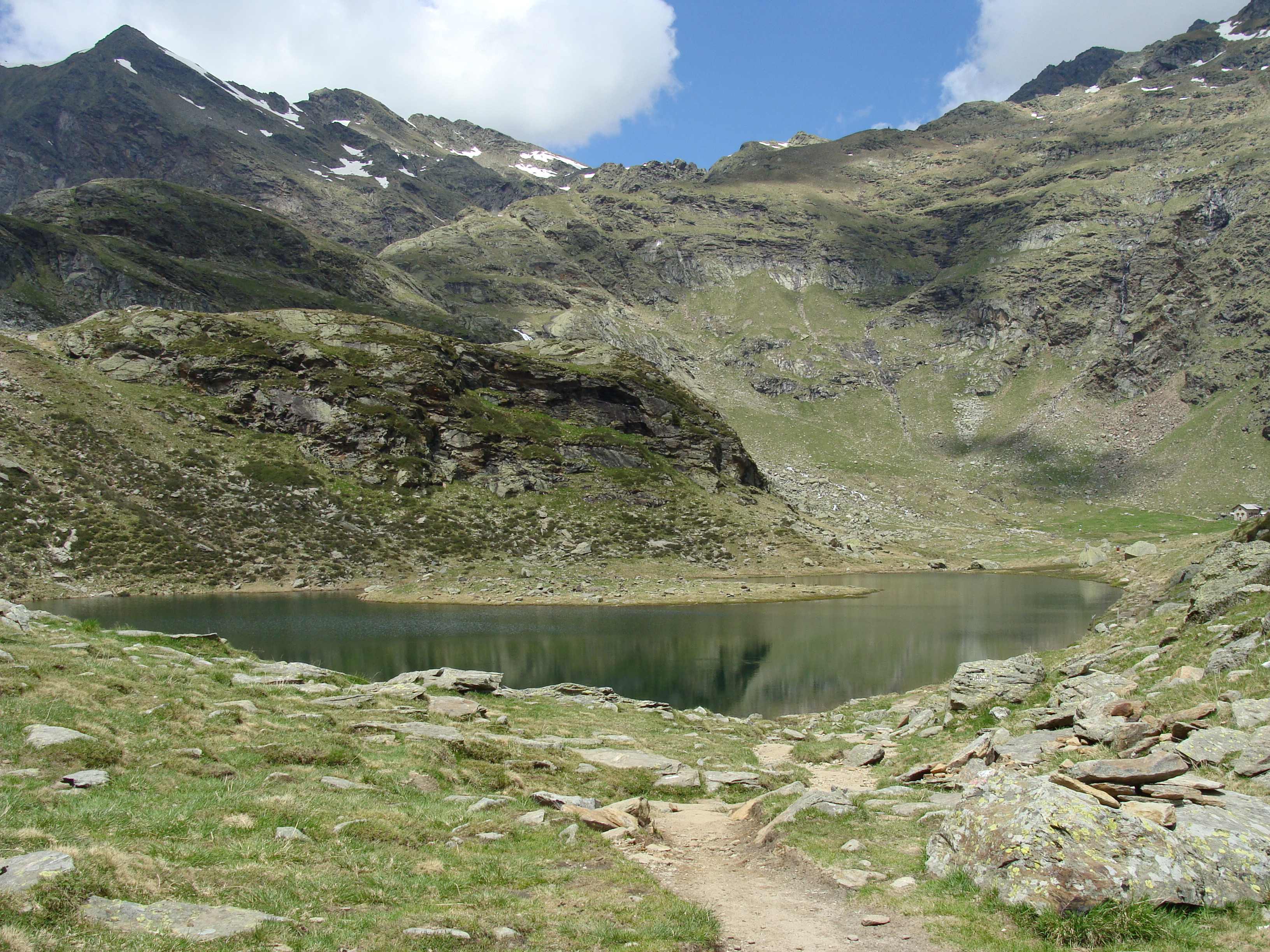
Pfitscher Lacke

| Name             | Alternativer Name | Koordinaten                 | Höhe über dem Meeresspiegel (m) | Maximale Tiefe (m) | Fläche (ha) | Datenblatt                                                       |
| ---------------- | ----------------- | --------------------------- | ------------------------------- | ------------------ | ----------- | ---------------------------------------------------------------- |
| Langsee          |                   | 46° 43′ 41″ N, 11° 4′ 59″ O | 2.384                           | 45                 | 20,05       | Datenblatt des Naturdenkmals bei der Südtiroler Landesverwaltung |
| Grünsee          |                   | 46° 44′ 3″ N, 11° 5′ 18″ O  | 2.338                           | 29                 | 03,96       | Datenblatt des Naturdenkmals bei der Südtiroler Landesverwaltung |
| Kasersee         | Kaserlacke        | 46° 43′ 50″ N, 11° 5′ 52″ O | 2.117                           | 05                 | 02,94       | Datenblatt des Naturdenkmals bei der Südtiroler Landesverwaltung |
| Großer Milchsee  | Innerer Milchsee  | 46° 43′ 29″ N, 11° 4′ 17″ O | 2.540                           | 12                 | 02,34       | Datenblatt des Naturdenkmals bei der Südtiroler Landesverwaltung |
| Schwarzsee       |                   | 46° 44′ 28″ N, 11° 5′ 42″ O | 2.589                           | 14                 | 02,03       | Datenblatt des Naturdenkmals bei der Südtiroler Landesverwaltung |
| Pfitscher See    | Pfitscher Lacke   | 46° 43′ 41″ N, 11° 6′ 6″ O  | 2.126                           | 06                 | 01,39       | Datenblatt des Naturdenkmals bei der Südtiroler Landesverwaltung |
| Kleiner Milchsee | Äußerer Milchsee  | 46° 43′ 37″ N, 11° 4′ 25″ O | 2.540                           | 05                 | 00,78       | Datenblatt des Naturdenkmals bei der Südtiroler Landesverwaltung |
| Kesselsee        |                   | 46° 44′ 14″ N, 11° 5′ 12″ O | 2.512                           | 10                 | 00,7        | Datenblatt des Naturdenkmals bei der Südtiroler Landesverwaltung |
| Schiefersee      |                   | 46° 44′ 19″ N, 11° 5′ 25″ O | 2.495                           | 04                 | 00,52       | Datenblatt des Naturdenkmals bei der Südtiroler Landesverwaltung |
| Mückensee        | Mückenlacke       | 46° 43′ 51″ N, 11° 5′ 25″ O | 2.306                           | 00,7               | 00,4        | Datenblatt des Naturdenkmals bei der Südtiroler Landesverwaltung |